# Horkelia hispidula
Horkelia hispidula är en rosväxtart som beskrevs av Per Axel Rydberg. Horkelia hispidula ingår i släktet Horkelia och familjen rosväxter. Inga underarter finns listade i Catalogue of Life.